# Rhodiola sinuata
Rhodiola sinuata är en fetbladsväxtart som först beskrevs av John Forbes Royle och Michael Pakenham Edgeworth, och fick sitt nu gällande namn av Fu. Rhodiola sinuata ingår i släktet rosenrötter, och familjen fetbladsväxter. Inga underarter finns listade i Catalogue of Life.